# Albert Ndongmo
Pour les articles homonymes, voir Dongmo.
Albert Ndongmo, né le 26 septembre 1926 à Bafou (Cameroun) et mort le 29 mai 1992 à Québec (Canada), où il vivait en exil depuis sa sortie de prison en 1975 (sa condamnation à mort de 1971, prononcée par le tribunal militaire de Yaoundé, ayant été commuée par le président Ahidjo), est un prélat catholique camerounais qui fut évêque de Nkongsamba entre août 1964 et janvier 1973.

## Biographie

### Formation et débuts
Albert Ndongmo est élève au petit séminaire de Melong puis au grand séminaire de Mvolyé. Il est ordonné prêtre le 21 décembre 1955 puis nommé évêque de Nkongsamba (Cameroun) le 16 juin 1964, succédant à Mgr Paul Bouque, fonction à laquelle il renoncera le 29 janvier 1973.

### Carrière
Mungo-Plastique est une société fondée par Mgr Ndongmo pour la fabrication d’objets en matière plastique et dirigée. Elle est dirigée par Yves Verbeek, un belge.
En 1957, il est professeur du petit séminaire de Melong, où il fut élève, et aumônier diocésain de l'action catholique. Il lance, en 1960, le journal l'Essor des jeunes où il enseigne le civisme, proclame ses idées et ses convictions en matière de développement, ainsi que ses propositions sur les politiques de l'heure. Son action s'inscrit dans la recherche du bien-être social, du développement et de la paix pour ses citoyens. Le journal doit cependant faire face à la censure.

### Militantisme politique
Ses prêches, qui attirent généralement une foule considérable, sont pour lui l'occasion de critiquer le fonctionnement du régime. S'il prend garde de ne jamais attaquer frontalement le président Ahidjo, il dénonce en revanche la corruption et la brutalité de ses collaborateurs. Le pouvoir cherche néanmoins dans un premier temps à exploiter la popularité du prélat pour pacifier la région, des maquis de l'UPC y étant encore implantés. Ainsi, il est désigné comme intermédiaire avec le chef rebelle Ernest Ouandié.
Au cours du concile Vatican II, le 16 octobre 1965, il intervient sur le ministère et la vie sacerdotale du prêtre. Il se voit également confier la tâche de s'occuper des étudiants catholiques africains en formation en Europe. Il se trouve notamment en contact avec l'organisation clandestine Solidarité, dirigée par le militant communiste et tiers-mondiste Henri Curiel. Le groupe Solidarité organise la venue en France de Nicanor Njawué, le représentant de l'UPC à Alger, pour lui permettre de prendre directement contact avec Albert Ndongmo afin de constituer un « front antifasciste » unissant l'UPC aux catholiques opposés à Ahidjo.

### Arrestation et procès
Les services de renseignement français et camerounais comprennent rapidement qu'Albert Ndongmo n'est plus un simple « intermédiaire », mais bien un militant pro-UPC, et choisissent de l'utiliser pour éliminer Ouandié et ses compagnons. Espionnant les moindres gestes de l’évêque, les services de sécurité du gouvernement camerounais localisent le maquis de Ouandié. Peu avant l’opération destinée à neutraliser ce dernier, Ndongmo est opportunément rappelé à Rome ; le Saint-Siège, alerté sur l'engagement de l'évêque aux côtés des rebelles, voulant éviter le déshonneur qu'impliquerait l'arrestation et la condamnation de l'un de ses représentants pour collaboration avec une guérilla souvent décrite comme communiste. Ndongmo retourne pourtant au Cameroun et est arrêté le 27 aout 1970.  
Des dizaines « d'opposants », ou supposés tels, non liés à la rébellion, sont également arrêtés dans les jours ou semaines qui suivent le démantèlement du maquis d'Ernest Ouandié. À l'exception d'Albert Ndongmo, protégé par son statut d’évêque, tous les prisonniers sont torturés à la gégène, à la « balançoire » ou à la « baignoire ». Mgr Ndongmo est toutefois spécifiquement ciblé par une campagne de dénigrement qui lui prête notamment des relations avec de prétendues maitresses.  
En France, la plupart des grands médias (AFP, Le Monde...) reproduisent sans recul la version présentée par le gouvernement d'Ahmadou Ahidjo. En revanche, le réseau Solidarité d'Henri Curiel se montre très actif, mobilisant avocats et intellectuels pour tenter d'organiser la défense juridique et médiatique des accusés, et approchant des diplomates français pour les convaincre d'intervenir.   
Condamné à mort par le tribunal, sa peine est ensuite commuée par Ahmadou Ahidjo en détention à vie dans un « camp de rééducation civique » (Ernest Ouandié est quant à lui exécuté). Il est finalement libéré en 1975 et s'exile au Canada.